# 27102 Emilychen
27102 Emilychen è un asteroide della fascia principale. Scoperto nel 1998, presenta un'orbita caratterizzata da un semiasse maggiore pari a 2,2511584 UA e da un'eccentricità di 0,0439576, inclinata di 4,61394° rispetto all'eclittica.